# Рихарда Баварская
Рихарда Баварская (1173 — 7 декабря 1231) — немецкая аристократка. Дочь пфальцграфа Баварии Оттона I, который позже стал первым герцогом Баварии из династии Виттельсбахов, и его жены Агнессы Лоонской.
Ок. 1184 года Рихарда Баварская вышла замуж за Оттона I, графа Гелдерна (ум. 1207). Дети:
- Генрих, умер в 1197
- Герхард III (1185—1229), граф Гелдерна и Цютфена
- Оттон (1194—1215), епископ Утрехта с 1213
- Людвиг (ум. 1217), канонник в Утрехте
- Аделаида (1187—1218), с 1197 замужем за графом Вильгельмом I Голландским[2]
- Эрменгарда, муж — Адольф де ла Марк, граф Альтены и Марка (ум. 1249)
- Маргарита, муж — Лотарь II фон Хохштаден
- Матильда, муж — граф Генрих II фон Нассау

После смерти мужа в 1207 году Рихарда стала аббатисой в цистерцианском монастыре в Рурмонде. Она умерла 7 декабря 1231 в возрасте около 58 лет и была похоронена в Церкви Девы Марии в Рурмонде.